# Mikitamäe
Mikitamäe (em estoniano:  Mikitamäe vald) é um município rural estoniano localizado na região de Põlvamaa.